# Emil Bezdeda
Emil Bezdeda [bezděda] (14. září 1938 Piechov – 28. července 2016 Poprad) byl slovenský fotbalový záložník, trenér a juniorský reprezentant Československa.

## Hráčská kariéra
Začínal v Bolešově. Na vojně hrál za Duklu Kostelec nad Orlicí, kde zaujal reprezentační a ligové trenéry.

### Reprezentace
V juniorské reprezentaci debutoval v úterý 20. září 1960 v Českých Budějovicích proti A-mužstvu Japonska (výhra 3:2, střídal Antona Pokorného), poslední zápas za „Lvíčata“ odehrál v sobotu 29. října téhož roku v Košicích proti juniorům Nizozemska (nerozhodně 0:0, střídal jej Alexander Rias).
Za československé B-mužstvo odehrál v sobotu 25. března 1961 v Liberci jedno celé utkání proti B-mužstvu Švédska (prohra 0:1).

### Ligová bilance
V československé lize hrál za Jednotu Trenčín, vstřelil tři prvoligové branky.
| Ročník             | Zápasy | Góly | Minuty | Klub            |
| ------------------ | ------ | ---- | ------ | --------------- |
| I. liga 1960/61    | 22     | 0    | 1 917  | Jednota Trenčín |
| II. liga 1961/62   | –      | –    | –      | Jednota Trenčín |
| I. liga 1962/63    | 22     | 1    | 1 780  | Jednota Trenčín |
| I. liga 1963/64    | 12     | 2    | 1 080  | Jednota Trenčín |
| I. liga 1964/65    | 3      | 0    | 139    | Jednota Trenčín |
| CELKEM I. ČS. LIGA | 59     | 3    | 4 916  |                 |

## Trenérská kariéra
V Žilině začínal jako asistent Kamila Majerníka, od jara 1984 ji vedl jako hlavní trenér až do konce ročníku 1984/85. Předtím i poté vedl nejvýše druholigová mužstva.
- 1976/77 (3. liga) – TJ OZKN Svidník[8]
- 1981/82 (2. liga) – TJ Vagónka Poprad
- 1982/83 (2. liga) – TJ Vagónka Poprad
- 1983/84 (1. liga) – TJ ZVL Žilina (19.–30. kolo)
- 1984/85 (1. liga) – TJ ZVL Žilina
- 1986/87 (2. liga) – TJ Chemlon Humenné
- 1989/90 (2. liga) – TJ Slavoj Poľnohospodár Trebišov[9]
- 1995/96 (2. liga) – FK Kalcit VTJ Rožňava[10]
- 1996/97 (3. liga) – FK Pokrok SEZ Krompachy[11]
- 2002/03 (4. liga) – FK VTJ Spišská Nová Ves[12]
- 2003/04 (3. liga) – FK Spišská Nová Ves[13]